# 町田顯
町田 顯 （まちだ あきら、1936年〈昭和11年〉10月16日 - 2015年〈平成27年〉4月5日）は、日本の裁判官。勲等は桐花大綬章。

## 概要
山口県下関市出身。若年の頃は司法修習の同期であった宮本康昭らとともに青年法律家協会（青法協）に所属し活動していたが、町田は早々に青法協を脱会している。
福岡高等裁判所長官、東京高等裁判所長官、最高裁判所判事を経て、2002年11月に最高裁判所長官（第15代）などを歴任した。前長官の山口の定年は2002年11月3日だが、休日や式に立ち会う小泉純一郎内閣総理大臣の政治日程が重なり、3日遅れの同年11月6日に皇居で長官任命式が行われた。
最高裁長官在任中、裁判員制度の導入や法科大学院の創設や下級裁判所裁判官指名諮問委員会の設置など司法制度改革に尽力した。2003年の憲法記念日の記者会見では裁判員制度実施の際の報道の自由との兼ね合いを聞かれ、「双方の適正確保をどう調査させるか。さらに深い議論が必要」と、着々と進む司法制度改革には「憲法が裁判所に託した法の支配の確立を改めて自覚」とそれぞれ述べた。最高裁長官としては2005年9月には在外日本人選挙権訴訟の最高裁大法廷の裁判長として在外日本人が国政選挙地方区に投票できない公職選挙法の制度について違憲判決を出した。2005年9月28日に最高裁裁判官会議で人事院勧告に基づいて裁判官報酬を減額して地域格差を従来の3～12％から3～18％に拡大させることを議決し、同年10月に国会で裁判官報酬法改正案が成立した。

## 略歴
- 1955年 山口県立下関西高等学校卒業
- 1959年 東京大学法学部第1類（私法コース）卒業[1][5]
- 1961年 判事補任官[4]
- 1971年 札幌地方裁判所判事
- 1973年 最高裁判所事務総局経理局主計課長
- 1975年 最高裁判所事務総局経理局総務課長
- 1977年 内閣法制局参事官[9]
- 1983年 東京地方裁判所判事部総括
- 1984年 最高裁判所秘書課長兼広報課長
- 1986年 最高裁判所経理局長[9]
- 1993年 千葉地方裁判所所長[4]
- 1998年 福岡高等裁判所長官[4]
- 1999年 東京高等裁判所長官[5]
- 2000年3月22日 最高裁判所判事に就任[5]
- 2002年11月6日、山口繁の退任に伴い、第15代最高裁判所長官に就任[5]
- 2006年10月15日に定年退官[5]
- 2007年11月 桐花大綬章受章
- 2015年4月5日、死去[10]。78歳没。叙従二位[11]。

## 関与した事件

### 最高裁判事時代
- 株主代表訴訟への取締役のための参加の申立てを認める判決に対して反対意見。
- 管理職選考資格確認訴訟について在日外国人に資格を認める控訴審判決を破棄、原告敗訴を言い渡す。在外日本人選挙権訴訟を参照。

### その他
- 昭和女子大事件 - 一審の裁判官
- 群馬中央バス事件 - 一審の裁判官

## 人物
- 好きな言葉は「自然体で生きる」。趣味はゴルフと、たまにテレビゲーム（ちなみに、2002年4月25日に第一小法廷で中古ゲームソフト売買を合法と認定した判決を下した5名の内の1名でもある）。
- 裁判官出身の最高裁長官のうち、最高裁黎明期である初代長官の三淵忠彦を除けば、最高裁判所事務総長、司法研修所長、最高裁判所首席調査官の三役のうち、ひとつも経験しないまま最高裁長官に就任したのは、町田と寺田逸郎のみである。